# جيمس بليك ميلر
جيمس بليك ميلر (بالإنجليزية: James Blake Miller)‏ هو عسكري أمريكي، ولد في 10 يوليو 1984 في مقاطعة بايك في الولايات المتحدة.